# CONIFA-Weltfußballmeisterschaft 2016
Die CONIFA-Weltfußballmeisterschaft 2016 (englisch 2016 CONIFA World Football Cup) war die zweite Ausgabe der CONIFA-Weltfußballmeisterschaft, eines internationalen Fußballturniers für Staaten, Minderheiten, staatenlose Völker und Regionen, die nicht Mitglied der FIFA sind. Das Turnier wurde von der Confederation of Independent Football Associations (CONIFA) ausgetragen und darf aus lizenzrechtlichen Gründen nicht Fußballweltmeisterschaft heißen. Gastgeber des Turniers war Abchasien.

## Wahl des Gastgebers
Im Anschluss an die CONIFA-Europafußballmeisterschaft 2015, an welcher die abchasische Fußballauswahl nicht teilnehmen konnte, da Ungarn den Spielern ein Visum verweigerte, gab die CONIFA im Juli 2015 bekannt, dass das Exekutivkomitee als Reaktion einstimmig für die Vergabe der WM nach Abchasien gestimmt hat. Die Mitteilung wies darauf hin, dass neben einer sehr starken Bewerbung Abchasiens, auch das verweigerte Visum für Ungarn eine Rolle bei der Vergabe spielte, da die CONIFA so ausdrücken wollte, dass sie stets an der Seite all ihrer Mitglieder stehen.

## Austragungsorte
| Sochumi |

| Gagra |

| Sochumi |

| Gagra |

## Teilnehmende Mannschaften

### Qualifikation
Die Weltfußballmeisterschaft war das erste CONIFA-Turnier, für welches eine Qualifikation geplant war. Ursprünglich sollten sich die Top 3 der CONIFA-Europafußballmeisterschaft 2015 und der Weltmeister von 2014, die Grafschaft Nizza, für das Turnier qualifizieren.
Ferner sollten sich die Sieger verschiedener Turniere für die WFM qualifizieren. Das erste solche Turnier war der Niamh Challenge Cup, ein Turnier mit vier Mannschaften, welches auf der Isle of Man stattfand. Ein weiteres Turnier, der Benedikt Fontana Cup diente ebenfalls als Qualifikationsturnier und fand in Chur statt und wurde vom rätischen Fußballverband organisiert.
Außer dem Gastgeber und den qualifizierten Mannschaften wollte die CONIFA erstmals eine südamerikanische Mannschaft zu einer Weltfußballmeisterschaft bringen und gab so den Aymara einen Startplatz beim Turnier.
Da einige qualifizierte Mannschaften ihre Teilnahme absagten und weitere Plätze offen waren, wählten die Mitglieder der CONIFA die restlichen Teilnehmer im Januar 2016.

### Qualifizierte Teams
| Team                          | Kontinent  | Art der Qualifikation       | Datum der Qualifikation | bisherige Teilnahmen | vorherige Teilnahmen | vorheriges Bestabschneiden | Anmerkungen                                         |
| ----------------------------- | ---------- | --------------------------- | ----------------------- | -------------------- | -------------------- | -------------------------- | --------------------------------------------------- |
| Aymara                        | Südamerika | Einladung                   | 13. Mai 2015            | 0                    | —                    | —                          | zurückgezogen                                       |
| Ellan Vannin                  | Europa     | Niamh-Challenge-Cup-Sieger  | 31. Mai 2015            | 1                    | 2014                 | 2. (2014)                  | zurückgezogen                                       |
| Padanien                      | Europa     | Europafußballmeister        | 21. Juni 2015           | 1                    | 2014                 | 5. (2014)                  | zunächst disqualifiziert, dann für Roma nachgerückt |
| Grafschaft Nizza              | Europa     | Vizeeuropafußballmeister    | 21. Juni 2015           | 1                    | 2014                 | 1. (2014)                  | zurückgezogen                                       |
| Abchasien                     | Europa     | Gastgeber                   | 7. Juli 2015            | 1                    | 2014                 | 8. (2014)                  |                                                     |
| Raetia                        | Europa     | Benedikt-Fontana-Cup-Sieger | 6. September 2015       | 0                    | —                    | —                          |                                                     |
| Somaliland                    | Afrika     | Wahl                        | 9. Januar 2016          | 0                    | —                    | —                          |                                                     |
| Chagos-Inseln                 | Afrika     | Wahl                        | 9. Januar 2016          | 0                    | —                    | —                          |                                                     |
| Autonome Region Kurdistan     | Asien      | Wahl                        | 9. Januar 2016          | 1                    | 2014                 | 6. (2014)                  |                                                     |
| Punjab                        | Asien      | Wahl                        | 9. Januar 2016          | 0                    | —                    | —                          |                                                     |
| Vereinigte Koreaner in Japan  | Asien      | Wahl                        | 9. Januar 2016          | 0                    | —                    | —                          |                                                     |
| Türkische Republik Nordzypern | Europa     | Wahl                        | 9. Januar 2016          | 0                    | —                    | —                          |                                                     |
| Roma                          | Europa     | Wahl                        | 9. Januar 2016          | 0                    | —                    | —                          | zurückgezogen                                       |
| Sápmi                         | Europa     | Wahl                        | 9. Januar 2016          | 1                    | 2014                 | 10. (2014)                 |                                                     |
| Westarmenien                  | Europa     | Wahl                        | 9. Januar 2016          | 0                    | —                    | —                          |                                                     |
| Szeklerland                   | Europa     | Wahl                        | 2. März 2016            | 0                    | —                    | —                          | für Padanien nachgerückt                            |

Die zwölf Teilnehmer wurden in drei Töpfe mit je vier Mannschaften aufgeteilt um die Gruppen des Turniers zu losen. Die Auslosung wurde von Präsident Per-Anders Blind in Luleå am 1. April 2016 moderiert. Die Lose selbst zogen, per Videokonferenz live zugeschaltet, die CONIFA-Mitglieder Vereinigte Koreaner in Japan und Abchasien, sowie der CONIFA-Nordamerikadirektor, Noah Wheelock, und der CONIFA-Europadirektor, Alberto Rischio.
| Topf 1                                                                           | Topf 2                                           | Topf 3                                                              |
| -------------------------------------------------------------------------------- | ------------------------------------------------ | ------------------------------------------------------------------- |
| - Abchasien - Autonome Region Kurdistan - Türkische Republik Nordzypern - Punjab | - Padanien - Sápmi - Chagos-Inseln - Szeklerland | - Somaliland - Westarmenien - Vereinigte Koreaner in Japan - Raetia |

### Absagen
Im Dezember 2015 kündigte die Ellan Vannin an, auf Grund einer Warnung des Auswärtigen Amtes des Vereinigten Königreiches bezüglich Reisen nach Abchasien, nicht an dem Turnier teilzunehmen und stattdessen an der Europeada 2016 in Südtirol teilzunehmen. Wenig später sagten auch die Aymara und der Weltfußballmeister Grafschaft Nizza ihre Teilnahmen ab, ohne einen Grund bekannt zu geben.
Im März 2016 verkündete die CONIFA, dass Padanien wegen Verstößen gegen Vorschriften der CONIFA vom Turnier ausgeschlossen wird. Das Szeklerland rückte hierfür nach.
Im Mai 2016, drei Wochen vor Turnierstart, gab die CONIFA bekannt, dass die Roma ihre Teilnahme absagen mussten, da einige Spieler keine Reisedokumente bekamen. Padanien übernahm, trotz vorigem Ausschluss, den Platz der Roma.

## Ergebnisse

### Gruppenphase

#### Gruppe A
| Pl. | Land          | Sp. | S | U | N | Tore    | Diff. | Punkte |
| --- | ------------- | --- | - | - | - | ------- | ----- | ------ |
| 1.  | Abchasien     | 2   | 2 | 0 | 0 | 010:000 | +10   | 06     |
| 2.  | Westarmenien  | 2   | 1 | 0 | 1 | 012:100 | +11   | 03     |
| 3.  | Chagos-Inseln | 2   | 0 | 0 | 2 | 000:210 | −21   | 0      |

|                                           |   |               |      |
| So., 29. Mai 2016 um 20:00 Uhr in Sochumi |   |               |      |
| Abchasien                                 | – | Chagos-Inseln | 9:0  |
| Mo., 30. Mai 2016 um 20:00 Uhr in Sochumi |   |               |      |
| Chagos-Inseln                             | – | Westarmenien  | 0:12 |
| Di., 31. Mai 2016 um 20:00 Uhr in Sochumi |   |               |      |
| Westarmenien                              | – | Abchasien     | 0:1  |

#### Gruppe B
| Pl. | Land                         | Sp. | S | U | N | Tore    | Diff. | Punkte |
| --- | ---------------------------- | --- | - | - | - | ------- | ----- | ------ |
| 1.  | Autonome Region Kurdistan    | 2   | 2 | 0 | 0 | 006:000 | +6    | 06     |
| 2.  | Vereinigte Koreaner in Japan | 2   | 1 | 0 | 1 | 001:300 | −2    | 03     |
| 3.  | Szeklerland                  | 2   | 0 | 0 | 2 | 000:400 | −4    | 0      |

|                                           |   |                              |     |
| So., 29. Mai 2016 um 15:00 Uhr in Sochumi |   |                              |     |
| Kurdistan                                 | – | Szeklerland                  | 3:0 |
| Mo., 30. Mai 2016 um 15:00 Uhr in Sochumi |   |                              |     |
| Szeklerland                               | – | Vereinigte Koreaner in Japan | 0:1 |
| Di., 31. Mai 2016 um 15:00 Uhr in Sochumi |   |                              |     |
| Vereinigte Koreaner in Japan              | – | Kurdistan                    | 0:3 |

#### Gruppe C
| Pl. | Land                          | Sp. | S | U | N | Tore    | Diff. | Punkte |
| --- | ----------------------------- | --- | - | - | - | ------- | ----- | ------ |
| 1.  | Türkische Republik Nordzypern | 2   | 2 | 0 | 0 | 009:100 | +8    | 06     |
| 2.  | Padanien                      | 2   | 1 | 0 | 1 | 007:200 | +5    | 03     |
| 3.  | Raetia                        | 2   | 0 | 0 | 2 | 000:130 | −13   | 0      |

|                                         |   |            |     |
| So., 29. Mai 2016 um 11:00 Uhr in Gagra |   |            |     |
| Nordzypern                              | – | Padanien   | 2:1 |
| Mo., 30. Mai 2016 um 11:00 Uhr in Gagra |   |            |     |
| Padanien                                | – | Raetia     | 6:0 |
| Di., 31. Mai 2016 um 11:00 Uhr in Gagra |   |            |     |
| Raetia                                  | – | Nordzypern | 0:7 |

#### Gruppe D
| Pl. | Land       | Sp. | S | U | N | Tore    | Diff. | Punkte |
| --- | ---------- | --- | - | - | - | ------- | ----- | ------ |
| 1.  | Punjab     | 2   | 2 | 0 | 0 | 006:000 | +6    | 06     |
| 2.  | Sápmi      | 2   | 1 | 0 | 1 | 005:100 | +4    | 03     |
| 3.  | Somaliland | 2   | 0 | 0 | 2 | 000:100 | −10   | 0      |

|                                         |   |            |     |
| So., 29. Mai 2016 um 15:00 Uhr in Gagra |   |            |     |
| Sápmi                                   | – | Somaliland | 5:0 |
| Mo., 30. Mai 2016 um 15:00 Uhr in Gagra |   |            |     |
| Punjab                                  | – | Sápmi      | 1:0 |
| Di., 31. Mai 2016 um 15:00 Uhr in Gagra |   |            |     |
| Somaliland                              | – | Punjab     | 0:5 |

### Finalrunde
|  | Viertelfinale                 | Viertelfinale     |  |  | Halbfinale                    | Halbfinale        |                   |                   | Finale                        | Finale              |
|  |                               |                   |  |  |                               |                   |                   |                   |                               |                     |
|  | 1. Juni – Sochumi             |                   |  |  |                               |                   |                   |                   |                               |                     |
|  | Vereinigte Koreaner in Japan  | 1 (2)             |  |  | 4. Juni – Sochumi             | 4. Juni – Sochumi |                   |                   |                               |                     |
|  | Türkische Republik Nordzypern | 1 (4)             |  |  | Türkische Republik Nordzypern | 0                 |                   |                   |                               |                     |
|  | 1. Juni – Sochumi             | 1. Juni – Sochumi |  |  | Abchasien                     | 2                 |                   |                   |                               |                     |
|  | Abchasien                     | 2                 |  |  | 5. Juni – Sochumi             | 5. Juni – Sochumi |                   |                   |                               |                     |
|  | Sápmi                         | 0                 |  |  | Abchasien                     | 1 (6)             |                   |                   |                               |                     |
|  | 2. Juni – Sochumi             | 2. Juni – Sochumi |  |  |                               | Punjab            | 1 (5)             |                   |                               |                     |
|  | Kurdistan                     | 2 (6)             |  |  | 4. Juni – Sochumi             | 4. Juni – Sochumi |                   |                   |                               |                     |
|  | Padanien                      | 2 (7)             |  |  | Padanien                      | 0                 | 5. Juni – Sochumi | 5. Juni – Sochumi |                               |                     |
|  | 2. Juni – Sochumi             | 2. Juni – Sochumi |  |  | Punjab                        | 4                 |                   |                   | Spiel um Platz drei           | Spiel um Platz drei |
|  | Westarmenien                  | 2                 |  |  |                               |                   | Padanien          | 0                 |                               |                     |
|  | Punjab                        | 3                 |  |  |                               |                   |                   |                   | Türkische Republik Nordzypern | 2                   |

### Platzierungsrunde
| 1. Platzierungsrunde         | 1. Platzierungsrunde | 2. Platzierungsrunde         | 2. Platzierungsrunde |          | Platzierungen                | Platzierungen |
| ---------------------------- | -------------------- | ---------------------------- | -------------------- | -------- | ---------------------------- | ------------- |
| 2. Juni – Gagra              | 2. Juni – Gagra      | 3. Juni – Gagra              | 3. Juni – Gagra      | Platz 5  | Sápmi                        |               |
| Chagos-Inseln                | 2                    | Chagos-Inseln                | 3 (2)                | Platz 6  | Westarmenien                 |               |
| Somaliland                   | 3                    | Raetia                       | 3 (3)                | Platz 7  | Vereinigte Koreaner in Japan |               |
| 2. Juni – Gagra              | 2. Juni – Gagra      | 3. Juni – Gagra              | 3. Juni – Gagra      | Platz 8  | Kurdistan                    |               |
| Szeklerland                  | 7                    | Somaliland                   | 3                    | Platz 9  | Szeklerland                  |               |
| Raetia                       | 0                    | Szeklerland                  | 10                   | Platz 10 | Somaliland                   |               |
| 3. Juni – Sochumi            | 3. Juni – Sochumi    | 4. Juni – Gagra              | 4. Juni – Gagra      | Platz 11 | Raetia                       |               |
| Vereinigte Koreaner in Japan | 1                    | Vereinigte Koreaner in Japan | 1 (4)                | Platz 12 | Chagos-Inseln                |               |
| Sápmi                        | 2                    | Kurdistan                    | 1 (2)                |          |                              |               |
| 3. Juni – Sochumi            | 3. Juni – Sochumi    | 4. Juni – Gagra              | 4. Juni – Gagra      |          |                              |               |
| Kurdistan                    | 0 (5)                | Sápmi                        | 3                    |          |                              |               |
| Westarmenien                 | 0 (6)                | Westarmenien                 | 0                    |          |                              |               |

## Abschlussplatzierungen
| Pl.                               | Land                          | Sp. | S | U | N | Tore    | Diff. | Punkte | Effizienz |
| --------------------------------- | ----------------------------- | --- | - | - | - | ------- | ----- | ------ | --------- |
| 1.                                | Abchasien                     | 5   | 4 | 1 | 0 | 015:100 | +14   | 13     | 86,7 %    |
| 2.                                | Punjab                        | 5   | 4 | 1 | 0 | 011:300 | +8    | 13     | 86,7 %    |
| 3.                                | Türkische Republik Nordzypern | 5   | 3 | 1 | 1 | 012:400 | +8    | 10     | 66,7 %    |
| 4.                                | Padanien                      | 5   | 1 | 1 | 3 | 009:600 | +3    | 04     | 26,7 %    |
| Ausgeschieden im Viertelfinale    |                               |     |   |   |   |         |       |        |           |
| 5.                                | Sápmi                         | 5   | 3 | 0 | 2 | 010:400 | +6    | 09     | 60,0 %    |
| 6.                                | Westarmenien                  | 5   | 1 | 1 | 3 | 014:000 | +14   | 04     | 26,7 %    |
| 7.                                | Vereinigte Koreaner in Japan  | 5   | 1 | 2 | 2 | 004:700 | −3    | 05     | 33,3 %    |
| 8.                                | Kurdistan                     | 5   | 2 | 3 | 0 | 009:300 | +6    | 09     | 60,0 %    |
| Ausgeschieden in der Gruppenphase |                               |     |   |   |   |         |       |        |           |
| 9.                                | Szeklerland                   | 4   | 2 | 0 | 2 | 017:700 | +10   | 06     | 50,0 %    |
| 10.                               | Somaliland                    | 4   | 1 | 0 | 3 | 006:220 | −16   | 03     | 25,0 %    |
| 11.                               | Raetia                        | 4   | 0 | 1 | 3 | 003:230 | −20   | 01     | 8,3 %     |
| 12.                               | Chagos-Inseln                 | 4   | 0 | 1 | 3 | 005:270 | −22   | 01     | 8,3 %     |